# ملاطس
مركز ملاطس هو مركزٌ سعوديٌ تابعٌ لمحافظة الريث التابعة لمنطقة جازان، في المملكة العربية السعودية. المركز من الفئة (ب)، ورمزه 2370 حسب دليل الترميز الموحد للمناطق الإدارية بالمملكة العربية السعودية.